# 69 Pułk Piechoty (Imperium Rosyjskie)
69 Riazański pułk piechoty (ros. 69-й пехотный Рязанский генерал-фельдмаршала князя Александра Голицына полк) – oddział piechoty okresu Imperium Rosyjskiego.

## Charakterystyka
Sformowany w 1703. Stacjonował między innymi w m. Lublin.

 W przededniu I wojny światowej pułk etatowo posiadał cztery bataliony po cztery kompanie oraz kompanię tyłową. Kompania piechoty czasu wojny liczyła około 240 żołnierzy i 4–5 oficerów. Na szczeblu pułku występował także pododdział karabinów maszynowych (8 km), łączności (w tym 14 konnych gońców i 21 telefonistów) i zwiadowczy (64 zwiadowców, w tym 4 kolarzy). W sumie pułk liczył około 4000 żołnierzy.
Rozformowany w 1918.

## Podporządkowanie
Lipiec 1914:
- 14 Korpus Armijny – Lublin[7]
  - 18 Dywizja Piechoty – Lublin
    - 1 Brygada Piechoty – Lublin
      - 69 Riazański pułk piechoty – Lublin[1]